# Golfclub Capelle

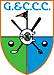

Golfclub Capelle is een Nederlandse golfclub in Capelle aan den IJssel in de provincie Zuid-Holland. De club is in 1977 opgericht. De club heeft twee professionals; Hans von Burg en Frans Willem Castien.

## Golfbaan
De golfbaan is een polderbaan waar golfbaanarchitect Donald Harradine de sloten heeft uitgebreid tot waterpartijen.

## Youth Masters
Vroeger werd de Capelse Youth Masters gespeeld door spelers tot en met 35 jaar met een maximale handicap van 5. Het toernooi bestond uit twee rondes van 18 holes, die op dezelfde dag gespeeld worden. Het baanrecord was 64 en stond op naam van Joost Luiten (2005) en Fernand Osther (2010). In 2012 werd dat door Darius van Driel verlaagd tot 63.